# Tiro ai Giochi della XXXII Olimpiade - Carabina 50 metri 3 posizioni femminile
La gara di carabina 50 metri 3 posizioni femminile dei Giochi della XXXII Olimpiade si è svolta il 31 luglio 2021. Hanno partecipato 37 atlete di 29 nazioni.
La vincitrice della gara è stata la svizzera Nina Christen.

## Record
Prima della competizione, i record olimpici e mondiali erano i seguenti:
| Qualificazione  | Qualificazione         | Qualificazione | Qualificazione          | Qualificazione |
| --------------- | ---------------------- | -------------- | ----------------------- | -------------- |
| Record mondiale | Jenny Stene (NOR)      | 1185           | Monaco, Germania        | 28 maggio 2019 |
| Record olimpico | Non stabilito          | -              | -                       | -              |
| Finale          |                        |                |                         |                |
| Record mondiale | Petra Zublasing (ITA)  | 464.7          | Baku, Azerbaijan        | 19 giugno 2015 |
| Record olimpico | Barbara Engleder (GER) | 458.6          | Rio de Janeiro, Brasile | 11 agosto 2016 |

## Programma
| Data           | Ora (JPN/UTC+9) | Turno          |
| -------------- | --------------- | -------------- |
| 31 luglio 2021 | 12:00           | Qualificazioni |
| 31 luglio 2021 | 16:00           | Finale         |

## Turno di qualificazione
| Pos. | Atleta                | Nazionalità   | Inginocchiato | Sdraiato | In piedi | Totale   | Note |
| ---- | --------------------- | ------------- | ------------- | -------- | -------- | -------- | ---- |
| 1    | Julija Zykova         | ROC           | 394           | 399      | 389      | 1182-78x | Q    |
| 2    | Sagen Maddalena       | Stati Uniti   | 394           | 399      | 385      | 1178-70x | Q    |
| 3    | Jolyn Beer            | Germania      | 392           | 396      | 390      | 1178-60x | Q    |
| 4    | Julija Karimova       | ROC           | 394           | 394      | 389      | 1177-61x | Q    |
| 5    | Andrea Arsović        | Serbia        | 396           | 391      | 388      | 1175-59x | Q    |
| 6    | Nina Christen         | Svizzera      | 388           | 394      | 392      | 1174-61x | Q    |
| 7    | Živa Dvoršak          | Slovenia      | 390           | 398      | 385      | 1173-58x | Q    |
| 8    | Jeanette Hegg Duestad | Norvegia      | 392           | 394      | 385      | 1171-65x | Q    |
| 9    | Shi Mengyao           | Cina          | 393           | 392      | 386      | 1171-57x |      |
| 10   | Snježana Pejčić       | Croazia       | 392           | 396      | 381      | 1169-52x |      |
| 11   | Shiori Hirata         | Giappone      | 390           | 389      | 390      | 1169-49x |      |
| 12   | Jenny Stene           | Norvegia      | 390           | 390      | 388      | 1168-50x |      |
| 13   | Mary Tucker           | Stati Uniti   | 387           | 394      | 386      | 1167-63x |      |
| 14   | Seonaid McIntosh      | Gran Bretagna | 390           | 391      | 386      | 1167-55x |      |
| 15   | Anjum Moudgil         | India         | 390           | 395      | 382      | 1167-54x |      |
| 16   | Aneta Stankiewicz     | Polonia       | 389           | 394      | 384      | 1167-48x |      |
| 17   | Maria Martynova       | Bielorussia   | 387           | 395      | 384      | 1166-60x |      |
| 18   | Najmeh Khedmati       | Iran          | 388           | 391      | 386      | 1165-52x |      |
| 19   | Chen Dongqi           | Cina          | 392           | 395      | 378      | 1165-49x |      |
| 20   | Bae Sang-hee          | Corea del Sud | 390           | 392      | 382      | 1164-59x |      |
| 21   | Sofia Ceccarello      | Italia        | 384           | 396      | 383      | 1163-52x |      |
| 22   | Fatemeh Karamzadeh    | Iran          | 383           | 398      | 382      | 1163-50x |      |
| 23   | Eglis Yaima Cruz      | Cuba          | 393           | 394      | 376      | 1163-50x |      |
| 24   | Nikola Šarounová      | Rep. Ceca     | 388           | 395      | 378      | 1161-55x |      |
| 25   | Sanja Vukašinović     | Serbia        | 385           | 392      | 384      | 1161-54x |      |
| 26   | Eszter Mészáros       | Ungheria      | 388           | 391      | 382      | 1161-48x |      |
| 27   | Oyuunbatyn Yesügen    | Mongolia      | 387           | 392      | 379      | 1158-45x |      |
| 28   | Yarimar Mercado       | Porto Rico    | 389           | 390      | 378      | 1157-49x |      |
| 29   | Rikke Ibsen           | Danimarca     | 387           | 384      | 386      | 1157-41x |      |
| 30   | Mukhtasar Tokhirova   | Uzbekistan    | 381           | 389      | 385      | 1155-50x |      |
| 31   | Océanne Muller        | Francia       | 383           | 389      | 383      | 1155-43x |      |
| 32   | Cho Eun-young         | Corea del Sud | 389           | 391      | 375      | 1155-40x |      |
| 33   | Tejaswini Sawant      | India         | 384           | 394      | 376      | 1154-50x |      |
| 34   | Nur Suryani Taibi     | Malaysia      | 379           | 395      | 368      | 1142-47x |      |
| 35   | Alzahraa Shaban       | Egitto        | 383           | 383      | 372      | 1138-36x |      |
| 36   | Katarina Kowplos      | Australia     | 386           | 388      | 363      | 1137-40x |      |
| 37   | Vidya Rafika Toyyiba  | Indonesia     | 371           | 391      | 375      | 1137-31x |      |

## Finale
| Pos. | Atleta                | Serie         | Serie         | Serie         | Serie    | Serie    | Serie    | Serie    | Serie    | Serie    | Serie    | Serie    | Serie    | Serie    | Totale | Note            |
| Pos. | Atleta                | Inginocchiato | Inginocchiato | Inginocchiato | Sdraiato | Sdraiato | Sdraiato | In piedi | In piedi | In piedi | In piedi | In piedi | In piedi | In piedi | Totale | Note            |
| Pos. | Atleta                | 1             | 2             | 3             | 4        | 5        | 6        | 7        | 8        | 9        | 10       | 11       | 12       | 13       | Totale | Note            |
| ---- | --------------------- | ------------- | ------------- | ------------- | -------- | -------- | -------- | -------- | -------- | -------- | -------- | -------- | -------- | -------- | ------ | --------------- |
|      | Nina Christen         | 51.3          | 51.0          | 50.6          | 51.9     | 52.4     | 51.3     | 51.0     | 51.9     | 10.8     | 10.4     | 10.7     | 10.4     | 10.2     | 463.9  | Record olimpico |
| 51.3 | Nina Christen         | 102.3         | 152.9         | 204.8         | 257.2    | 308.5    | 359.5    | 411.4    | 422.2    | 432.6    | 443.3    | 453.7    | 463.9    |          | 463.9  | Record olimpico |
|      | Julija Zykova         | 50.9          | 50.7          | 52.9          | 52.1     | 51.9     | 53.1     | 50.6     | 51.0     | 9.0      | 10.3     | 9.7      | 10.2     | 9.5      | 461.9  |                 |
| 50.9 | Julija Zykova         | 101.6         | 154.5         | 206.6         | 258.5    | 311.6    | 362.2    | 413.2    | 422.2    | 432.5    | 442.2    | 452.4    | 461.9    |          | 461.9  |                 |
|      | Julija Karimova       | 50.5          | 51.2          | 51.4          | 51.3     | 52.3     | 52.9     | 49.7     | 51.7     | 10.1     | 10.1     | 9.3      | 9.8      |          | 450.3  |                 |
| 50.5 | Julija Karimova       | 101.7         | 153.1         | 204.4         | 256.7    | 309.6    | 359.3    | 411.0    | 421.1    | 431.2    | 440.5    | 450.3    |          |          | 450.3  |                 |
| 4    | Jeanette Hegg Duestad | 50.2          | 50.5          | 52.0          | 52.1     | 52.8     | 53.1     | 49.8     | 50.4     | 10.4     | 8.6      | 10.0     |          |          | 439.9  |                 |
| 4    | Jeanette Hegg Duestad | 50.2          | 100.7         | 152.7         | 204.8    | 257.6    | 310.7    | 360.5    | 410.9    | 421.3    | 429.9    | 439.9    |          |          | 439.9  |                 |
| 5    | Sagen Maddalena       | 49.8          | 52.5          | 51.2          | 50.9     | 51.9     | 52.6     | 50.0     | 49.0     | 10.4     | 9.5      |          |          |          | 427.8  |                 |
| 5    | Sagen Maddalena       | 49.8          | 102.3         | 153.5         | 204.4    | 256.3    | 308.9    | 358.9    | 407.9    | 418.3    | 427.8    |          |          |          | 427.8  |                 |
| 6    | Jolyn Beer            | 51.8          | 51.7          | 50.5          | 50.8     | 51.2     | 51.3     | 50.5     | 50.9     | 9.1      |          |          |          |          | 417.8  |                 |
| 6    | Jolyn Beer            | 51.8          | 103.5         | 154.0         | 204.8    | 256.0    | 307.3    | 357.8    | 408.7    | 417.8    |          |          |          |          | 417.8  |                 |
| 7    | Živa Dvoršak          | 50.5          | 49.0          | 52.1          | 52.9     | 50.9     | 51.6     | 49.4     | 49.8     |          |          |          |          |          | 406.2  |                 |
| 7    | Živa Dvoršak          | 50.5          | 99.5          | 151.6         | 204.5    | 255.4    | 307.0    | 356.4    | 406.2    |          |          |          |          |          | 406.2  |                 |
| 8    | Andrea Arsović        | 49.7          | 51.5          | 51.4          | 51.2     | 50.7     | 49.2     | 50.9     | 47.8     |          |          |          |          |          | 402.4  |                 |
| 8    | Andrea Arsović        | 49.7          | 101.2         | 152.6         | 203.8    | 254.5    | 303.7    | 354.6    | 402.4    |          |          |          |          |          | 402.4  |                 |